# 兵庫県道276号檜倉山東線
兵庫県道276号檜倉山東線（ひょうごけんどう276ごう ひのくらさんとうせん）は、兵庫県丹波市から朝来市に至る一般県道である。

## 概要
丹波市青垣町檜倉から朝来市山東町大月に至る。

### 路線データ
- 起点：丹波市青垣町檜倉（国道427号交点）
- 終点：朝来市山東町大月（大月西交差点、兵庫県道136号浅野山東線交点）
- 総延長：15.536 km

## 地理

### 通過する自治体
- 丹波市
- 朝来市

### 交差する道路
| 交差する道路              | 市町村名 | 交差する場所 | 交差する場所        |
| ------------------------- | -------- | ------------ | ------------------- |
| 国道427号 国道429号 重複  | 丹波市   | 青垣町檜倉   | 起点                |
| 通行不能区間              |          |              |                     |
| 兵庫県道526号与布土桑市線 | 朝来市   | 山東町与布土 |                     |
| 兵庫県道277号溝黒竹田線   | 朝来市   | 山東町溝黒   |                     |
| 兵庫県道136号浅野山東線   | 朝来市   | 山東町大月   | 大月西交差点 / 終点 |

### 沿線
- 加古川
- 与布土ダム
- 道の駅但馬のまほろば（終点付近）